# Championnat d'Europe de football des moins de 19 ans
Cet article traite de l'épreuve masculine. Pour la compétition féminine, voir Championnat d'Europe de football féminin des moins de 19 ans.
Le Championnat d'Europe de football des moins de 19 ans est une compétition de football réservée aux joueurs de moins de 19 ans. Elle se tient tous les ans depuis 1948. L'épreuve est fondée par la FIFA et organisée par celle-ci de 1948 à 1956. L'Union européenne de football, créée en 1954, prend en charge l'épreuve à partir de 1957. De 1948 à 1980, le championnat est labellisé « juniors ». De 1981 à 2001, son appellation passe en « moins de 18 ans ». Pour l'édition 1997-1998, les règles d'éligibilité changent : la limite de jour de naissance passe du 1er août au 1er janvier, mais la compétition garde le même nom jusqu'en 2001. En 2001-2002 la compétition est renommée Euro des moins de 19 ans, il s'agit d'un changement purement lexical puisque la catégorie d'âge concernée reste la même. Le tournoi se tient ordinairement tous les ans sauf entre 1984 et 1992, où la compétition se déroule seulement une année sur deux, les années paires.
À l'image des autres Championnats d'Europe de football, cette compétition comprend deux phases, une phase qualificative et une phase finale. La phase qualificative est ouverte à toutes les sélections des nations affiliées à l'UEFA. La phase finale rassemble actuellement huit équipes.
Une édition sur deux, les cinq premières équipes du Championnat (les 4 demi-finalistes plus le vainqueur du match entre les deux meilleurs quarts de finalistes) sont qualifiées pour la coupe du monde de football des moins de 20 ans qui a lieu l'année suivante.

## Palmarès

### Juniors
| Année | Pays hôte            | Finale      | Finale      | Finale       | Match pour la troisième place | Match pour la troisième place | Match pour la troisième place |
| Année | Pays hôte            | Vainqueur   | Score       | Finaliste    | Troisième                     | Score                         | Quatrième                     |
| ----- | -------------------- | ----------- | ----------- | ------------ | ----------------------------- | ----------------------------- | ----------------------------- |
| 1948  | Angleterre           | Angleterre  | 3 - 2       | Pays-Bas     | Belgique                      | 3 - 1                         | Italie                        |
| 1949  | Pays-Bas             | France      | 4 - 1       | Pays-Bas     | Belgique                      | 5 - 0                         | Irlande du Nord               |
| 1950  | Autriche             | Autriche    | 3 - 2       | France       | Pays-Bas                      | 6 - 0                         | Luxembourg                    |
| 1951  | France               | Yougoslavie | 3 - 2       | Autriche     | Belgique                      | 1 - 0                         | Irlande du Nord               |
| 1952  | Espagne              | Espagne     | 0 - 0 a. p. | Belgique     | Autriche                      | 5 - 2                         | Angleterre                    |
| 1953  | Belgique             | Hongrie     | 2 - 0       | Yougoslavie  | Turquie                       | 3 - 2                         | Espagne                       |
| 1954  | Allemagne de l'Ouest | Espagne (2) | 2 - 2 a. p. | RF Allemagne | Argentine                     | 1 - 0                         | Turquie                       |

| Année | Pays hôte                                             | Finale | Finale | Finale | Match pour la troisième place | Match pour la troisième place | Match pour la troisième place |
| Année | Pays hôte                                             | Vainqueur | Score | Finaliste | Troisième | Score | Quatrième |
| ----- | ----------------------------------------------------- | --- | --- | --- | --- | --- | --- |
| 1955  | Italie                                                | --- Aucun titre décerné --- Les vainqueurs de groupe : Roumanie (Gr. 1), Italie (Gr. 2), Bulgarie (Gr. 3), Hongrie (Gr. 4), Tchécoslovaquie (Gr. 5) | --- Aucun titre décerné --- Les vainqueurs de groupe : Roumanie (Gr. 1), Italie (Gr. 2), Bulgarie (Gr. 3), Hongrie (Gr. 4), Tchécoslovaquie (Gr. 5) | --- Aucun titre décerné --- Les vainqueurs de groupe : Roumanie (Gr. 1), Italie (Gr. 2), Bulgarie (Gr. 3), Hongrie (Gr. 4), Tchécoslovaquie (Gr. 5) | --- Aucun titre décerné --- Les vainqueurs de groupe : Roumanie (Gr. 1), Italie (Gr. 2), Bulgarie (Gr. 3), Hongrie (Gr. 4), Tchécoslovaquie (Gr. 5) | --- Aucun titre décerné --- Les vainqueurs de groupe : Roumanie (Gr. 1), Italie (Gr. 2), Bulgarie (Gr. 3), Hongrie (Gr. 4), Tchécoslovaquie (Gr. 5) | --- Aucun titre décerné --- Les vainqueurs de groupe : Roumanie (Gr. 1), Italie (Gr. 2), Bulgarie (Gr. 3), Hongrie (Gr. 4), Tchécoslovaquie (Gr. 5) |
| 1956  | Hongrie                                               | --- Aucun titre décerné --- Les vainqueurs de groupe : Bulgarie (Gr. 1), Italie (Gr. 2), Roumanie (Gr. 3), Tchécoslovaquie (Gr. 4)                  | --- Aucun titre décerné --- Les vainqueurs de groupe : Bulgarie (Gr. 1), Italie (Gr. 2), Roumanie (Gr. 3), Tchécoslovaquie (Gr. 4)                  | --- Aucun titre décerné --- Les vainqueurs de groupe : Bulgarie (Gr. 1), Italie (Gr. 2), Roumanie (Gr. 3), Tchécoslovaquie (Gr. 4)                  | --- Aucun titre décerné --- Les vainqueurs de groupe : Bulgarie (Gr. 1), Italie (Gr. 2), Roumanie (Gr. 3), Tchécoslovaquie (Gr. 4)                  | --- Aucun titre décerné --- Les vainqueurs de groupe : Bulgarie (Gr. 1), Italie (Gr. 2), Roumanie (Gr. 3), Tchécoslovaquie (Gr. 4)                  | --- Aucun titre décerné --- Les vainqueurs de groupe : Bulgarie (Gr. 1), Italie (Gr. 2), Roumanie (Gr. 3), Tchécoslovaquie (Gr. 4)                  |
| 1957  | Espagne                                               | Autriche (2) | 3 - 2 | Espagne | France0 - 0 a. p. Italie | France0 - 0 a. p. Italie | France0 - 0 a. p. Italie |
| 1958  | Belgique - France - Allemagne de l'Ouest - Luxembourg | Italie | 1 - 0 | Angleterre | France | 3 - 0 | Roumanie |
| 1959  | Bulgarie                                              | Bulgarie | 1 - 0 | Italie | Hongrie | 6 - 1 | RDA |
| 1960  | Autriche                                              | Hongrie (2) | 2 - 1 | Roumanie | Portugal | 2 - 1 | Autriche |
| 1961  | Portugal                                              | Portugal | 4 - 0 | Pologne | RF Allemagne | 2 - 1 | Espagne |
| 1962  | Roumanie                                              | Roumanie | 4 - 1 | Yougoslavie | Tchécoslovaquie | 1 - 1 a. p. | Turquie |
| 1963  | Angleterre                                            | Angleterre (2) | 4 - 0 | Irlande du Nord | Écosse | 4 - 2 | Bulgarie |
| 1964  | Pays-Bas                                              | Angleterre (3) | 4 - 0 | Espagne | Portugal | 3 - 2 a. p. | Écosse |
| 1965  | Allemagne de l'Ouest                                  | RDA | 3 - 2 | Angleterre | Tchécoslovaquie | 4 - 1 | Italie |
| 1966  | Yougoslavie                                           | Titre partagé URSS / Italie (2) 0 - 0 a. p. | Titre partagé URSS / Italie (2) 0 - 0 a. p. | Titre partagé URSS / Italie (2) 0 - 0 a. p. | Yougoslavie | 2 - 0 | Espagne |
| 1967  | Turquie                                               | URSS (2) | 1 - 0 | Angleterre | Turquie | 1 - 1 a. p. | France |
| 1968  | France                                                | Tchécoslovaquie | 2 - 1 | France | Portugal | 4 - 2 | Bulgarie |
| 1969  | Allemagne de l'Est                                    | Bulgarie (2) | 1 - 1 a. p. | RDA | URSS | 1 - 0 | Écosse |
| 1970  | Écosse                                                | RDA (2) | 1 - 1 a. p. | Pays-Bas | Écosse | 2 - 0 | France |
| 1971  | Tchécoslovaquie                                       | Angleterre (4) | 3 - 0 | Portugal | RDA | 1 - 1 a. p. (5-3) t. a. b. | URSS |
| 1972  | Espagne                                               | Angleterre (5) | 2 - 0 | RF Allemagne | Pologne | 0 - 0 a. p. (6-5) t. a. b. | Espagne |
| 1973  | Italie                                                | Angleterre (6) | 3 - 2 a. p. | RDA | Italie | 1 - 0 | Bulgarie |
| 1974  | Suède                                                 | Bulgarie (3) | 1 - 0 | Yougoslavie | Écosse | 1 - 0 | Grèce |
| 1975  | Suisse                                                | Angleterre (7) | 1 - 0 a. p. | Finlande | Hongrie | 2 - 2 a. p. (4-1) t. a. b. | Turquie |
| 1976  | Hongrie                                               | URSS (3) | 1 - 0 | Hongrie | Espagne | 3 - 0 | France |
| 1977  | Belgique                                              | Belgique | 2 - 1 | Bulgarie | URSS | 7 - 2 | RF Allemagne |
| 1978  | Pologne                                               | URSS (4) | 3 - 0 | Yougoslavie | Pologne | 3 - 1 | Écosse |
| 1979  | Autriche                                              | Yougoslavie (2) | 1 - 0 | Bulgarie | Angleterre | 0 - 0 a. p. (4-3) t. a. b. | France |
| 1980  | Allemagne de l'Est                                    | Angleterre (8) | 2 - 1 | Pologne | Italie | 3 - 0 | Pays-Bas |

### Championnat d'Europe des moins de 18 ans
| Année | Pays hôte            | Finale         | Finale                     | Finale          | Match pour la troisième place | Match pour la troisième place | Match pour la troisième place |
| Année | Pays hôte            | Vainqueur      | Score                      | Finaliste       | Troisième                     | Score                         | Quatrième                     |
| ----- | -------------------- | -------------- | -------------------------- | --------------- | ----------------------------- | ----------------------------- | ----------------------------- |
| 1981  | Allemagne de l'Ouest | RF Allemagne   | 1 - 0                      | Pologne         | France                        | 2 - 1 a. p.                   | Espagne                       |
| 1982  | Finlande             | Écosse         | 3 - 1                      | Tchécoslovaquie | URSS                          | 3 - 1                         | Pologne                       |
| 1983  | Angleterre           | France (2)     | 1 - 0                      | Tchécoslovaquie | Angleterre                    | 1 - 1 a. p. (4-2) t. a. b.    | Italie                        |
| 1984  | Union soviétique     | Hongrie (3)    | 0 - 0 a. p. (3-2) t. a. b. | URSS            | Pologne                       | 2 - 1                         | Irlande                       |
| 1986  | Yougoslavie          | RDA (3)        | 3 - 1                      | Italie          | RF Allemagne                  | 1 - 0                         | Écosse                        |
| 1988  | Tchécoslovaquie      | URSS (5)       | 3 - 1 a. p.                | Portugal        | RDA                           | 2 - 0                         | Espagne                       |
| 1990  | Hongrie              | URSS (6)       | 0 - 0 a. p. (4-2) t. a. b. | Portugal        | Espagne                       | 1 - 0                         | Angleterre                    |
| 1992  | Allemagne            | Turquie        | 2 - 1 a. p.                | Portugal        | Norvège                       | 1 - 1 a. p. (8-7) t. a. b.    | Angleterre                    |
| 1993  | Angleterre           | Angleterre (9) | 1 - 0                      | Turquie         | Espagne                       | 2-1                           | Portugal                      |
| 1994  | Espagne              | Portugal (2)   | 1 - 1 a. p. (4-1) t. a. b. | Allemagne       | Espagne                       | 5 - 2                         | Pays-Bas                      |
| 1995  | Grèce                | Espagne (3)    | 4 - 1                      | Italie          | Grèce                         | 5 - 0                         | Pays-Bas                      |
| 1996  | France - Luxembourg  | France (3)     | 1 - 0                      | Espagne         | Angleterre                    | 3 - 2 a. p.                   | Belgique                      |
| 1997  | Islande              | France (4)     | 1 - 0 a. p.                | Portugal        | Espagne                       | 2 - 1                         | Irlande                       |
| 1998  | Chypre               | Irlande        | 1 - 1 a. p. (4-3) t. a. b. | Allemagne       | Croatie                       | 0 - 0 a. p. (5-4) t. a. b.    | Portugal                      |
| 1999  | Suède                | Portugal (3)   | 1 - 0                      | Italie          | Irlande                       | 1 - 0                         | Grèce                         |
| 2000  | Allemagne            | France (5)     | 1 - 0                      | Ukraine         | Allemagne                     | 3 - 1                         | Tchéquie                      |
| 2001  | Finlande             | Pologne        | 3 - 1                      | Tchéquie        | Espagne                       | 6 - 2                         | RF Yougoslavie                |

### Championnat d'Europe des moins de 19 ans
En 2002, la compétition est renommée "Euro des moins de 19 ans", mais concerne toujours la même catégorie d'âge, celle des joueurs atteignant 19 ans l'année de la phase finale de la compétition.
| Année | Pays hôte | Finale      | Finale | Finale    | Match pour la troisième place | Match pour la troisième place | Match pour la troisième place |
| Année | Pays hôte | Vainqueur   | Score  | Finaliste | Troisième                     | Score                         | Quatrième                     |
| ----- | --------- | ----------- | ------ | --------- | ----------------------------- | ----------------------------- | ----------------------------- |
| 2002  | Norvège   | Espagne (4) | 1 - 0  | Allemagne | Slovaquie                     | 2 - 1                         | République d'Irlande          |

- À partir de l'édition 2003, il n'y a plus de match pour la 3e place.

| 2003 | Liechtenstein   | Italie (3)                                          | 2 - 0                                               | Portugal                                            | Autriche Tchéquie                                   | Autriche Tchéquie                                   | Autriche Tchéquie                                   |                                                     |
| 2004 | Suisse          | Espagne (5)                                         | 1 - 0                                               | Turquie                                             | Suisse Ukraine                                      | Suisse Ukraine                                      | Suisse Ukraine                                      |                                                     |
| 2005 | Irlande du Nord | France (6)                                          | 3 - 1                                               | Angleterre                                          | Allemagne Serbie-et-Monténégro                      | Allemagne Serbie-et-Monténégro                      | Allemagne Serbie-et-Monténégro                      |                                                     |
| 2006 | Pologne         | Espagne (6)                                         | 2 - 1                                               | Écosse                                              | Autriche Tchéquie                                   | Autriche Tchéquie                                   | Autriche Tchéquie                                   |                                                     |
| 2007 | Autriche        | Espagne (7)                                         | 1 - 0                                               | Grèce                                               | Allemagne France                                    | Allemagne France                                    | Allemagne France                                    |                                                     |
| 2008 | Tchéquie        | Allemagne (2)                                       | 3 - 1                                               | Italie                                              | Hongrie Tchéquie                                    | Hongrie Tchéquie                                    | Hongrie Tchéquie                                    |                                                     |
| 2009 | Ukraine         | Ukraine                                             | 2 - 0                                               | Angleterre                                          | France Serbie                                       | France Serbie                                       | France Serbie                                       |                                                     |
| 2010 | France          | France (7)                                          | 2 - 1                                               | Espagne                                             | Angleterre Croatie                                  | Angleterre Croatie                                  | Angleterre Croatie                                  |                                                     |
| 2011 | Roumanie        | Espagne (8)                                         | 3 - 2 a. p.                                         | Tchéquie                                            | République d'Irlande Serbie                         | République d'Irlande Serbie                         | République d'Irlande Serbie                         |                                                     |
| 2012 | Estonie         | Espagne (9)                                         | 1 - 0                                               | Grèce                                               | Angleterre France                                   | Angleterre France                                   | Angleterre France                                   |                                                     |
| 2013 | Lituanie        | Serbie                                              | 1 - 0                                               | France                                              | Portugal Espagne                                    | Portugal Espagne                                    | Portugal Espagne                                    |                                                     |
| 2014 | Hongrie         | Allemagne (3)                                       | 1 - 0                                               | Portugal                                            | Serbie Autriche                                     | Serbie Autriche                                     | Serbie Autriche                                     |                                                     |
| 2015 | Grèce           | Espagne (10)                                        | 2 - 0                                               | Russie                                              | France Grèce                                        | France Grèce                                        | France Grèce                                        |                                                     |
| 2016 | Allemagne       | France (8)                                          | 4 - 0                                               | Italie                                              | Angleterre Portugal                                 | Angleterre Portugal                                 | Angleterre Portugal                                 |                                                     |
| 2017 | Géorgie         | Angleterre (10)                                     | 2 - 1                                               | Portugal                                            | Pays-Bas Tchéquie                                   | Pays-Bas Tchéquie                                   | Pays-Bas Tchéquie                                   |                                                     |
| 2018 | Finlande        | Portugal (4)                                        | 4 - 3 a. p.                                         | Italie                                              | Ukraine France                                      | Ukraine France                                      | Ukraine France                                      |                                                     |
| 2019 | Arménie         | Espagne (11)                                        | 2 - 0                                               | Portugal                                            | République d'Irlande France                         | République d'Irlande France                         | République d'Irlande France                         |                                                     |
| 2020 | Irlande du Nord | Annulé en raison de la crise sanitaire de Covid-19. | Annulé en raison de la crise sanitaire de Covid-19. | Annulé en raison de la crise sanitaire de Covid-19. | Annulé en raison de la crise sanitaire de Covid-19. | Annulé en raison de la crise sanitaire de Covid-19. | Annulé en raison de la crise sanitaire de Covid-19. | Annulé en raison de la crise sanitaire de Covid-19. |
| 2021 | Roumanie        | Annulé en raison de la crise sanitaire de Covid-19. | Annulé en raison de la crise sanitaire de Covid-19. | Annulé en raison de la crise sanitaire de Covid-19. | Annulé en raison de la crise sanitaire de Covid-19. | Annulé en raison de la crise sanitaire de Covid-19. | Annulé en raison de la crise sanitaire de Covid-19. | Annulé en raison de la crise sanitaire de Covid-19. |
| 2022 | Slovaquie       | Angleterre (11)                                     | 3 - 1 a. p.                                         | Israël                                              | France Italie                                       | France Italie                                       | France Italie                                       |                                                     |
| 2023 | Malte           | Italie (4)                                          | 1 - 0                                               | Portugal                                            | Norvège Espagne                                     | Norvège Espagne                                     | Norvège Espagne                                     |                                                     |
| 2024 | Irlande du Nord | Espagne (12)                                        | 2 - 0                                               | France                                              | Italie Ukraine                                      | Italie Ukraine                                      | Italie Ukraine                                      |                                                     |
| 2025 | Roumanie        | Pays-Bas                                            | 1 - 0                                               | Espagne                                             | Allemagne Roumanie                                  | Allemagne Roumanie                                  | Allemagne Roumanie                                  |                                                     |

### Bilan par nation
De 1948 à 2020 :
| Rang | Équipe                           | Vainqueur | Finaliste | Troisième | Demi-finale | Total dernier carré |
| ---- | -------------------------------- | --------- | --------- | --------- | ----------- | ------------------- |
| 1    | Espagne                          | 12        | 5         | 6         | 8           | 31                  |
| 2    | Angleterre                       | 11        | 5         | 3         | 6           | 25                  |
| 3    | France                           | 8         | 4         | 3         | 11          | 26                  |
| 4    | Union soviétique                 | 6         | 1         | 3         | 1           | 11                  |
| 5    | Portugal                         | 4         | 10        | 3         | 4           | 21                  |
| 6    | Italie                           | 4         | 7         | 3         | 5           | 19                  |
| 7    | Allemagne                        | 3         | 5         | 3         | 4           | 15                  |
| 8    | Allemagne de l'Est               | 3         | 2         | 2         | 1           | 8                   |
| 9    | Bulgarie                         | 3         | 2         |           | 3           | 8                   |
| 10   | Hongrie                          | 3         | 1         | 2         | 1           | 7                   |
| 11   | Yougoslavie                      | 2         | 4         | 1         |             | 7                   |
| 12   | Autriche                         | 2         | 1         | 1         | 4           | 8                   |
| 13   | Pologne                          | 1         | 3         | 3         | 1           | 8                   |
| 14   | Pays-Bas                         | 1         | 3         | 1         | 4           | 8                   |
| 15   | Turquie                          | 1         | 2         | 2         | 3           | 8                   |
| 16   | Tchécoslovaquie                  | 1         | 2         | 2         | 0           | 5                   |
| 17   | Écosse                           | 1         | 1         | 3         | 4           | 9                   |
| 18   | Belgique                         | 1         | 1         | 3         | 1           | 6                   |
| 19   | Ukraine                          | 1         | 1         |           | 3           | 5                   |
| 20   | Roumanie                         | 1         | 1         |           | 2           | 4                   |
| 21   | Irlande                          | 1         |           | 1         | 5           | 7                   |
| 22   | Serbie                           | 1         |           |           | 3           | 4                   |
| 23   | Grèce                            |           | 2         | 1         | 3           | 6                   |
| 24   | Tchéquie                         |           | 2         |           | 5           | 7                   |
| 25   | Irlande du Nord                  |           | 1         |           | 2           | 3                   |
| 26   | Finlande                         |           | 1         |           |             | 1                   |
| 26   | Russie                           |           | 1         |           |             | 1                   |
| 26   | Israël                           |           | 1         |           |             | 1                   |
| 29   | Croatie                          |           |           | 1         | 1           | 2                   |
| 30   | Norvège                          |           |           | 1         | 1           | 2                   |
| 30   | Slovaquie                        |           |           | 1         |             | 1                   |
| 32   | Serbie-et-Monténégro             |           |           |           | 2           | 2                   |
| 33   | Suisse                           |           |           |           | 1           | 1                   |
| 33   | Luxembourg                       |           |           |           | 1           | 1                   |
|      | Argentine (tournoi FIFA en 1954) |           |           | 1         |             | 1                   |

- La Suède, quatre fois demi-finaliste en Coupe du monde (séniors), et le Danemark, victorieux de l'Euro 1992, n'ont jamais atteint le dernier carré dans la catégorie juniors U18 U19.
- Le Portugal champion d'Europe U19 en 2018 est la première équipe de l'histoire a devenir championne d'Europe de la catégorie après avoir été sacrée championne d'Europe U17 deux ans plus tôt.

## Statistiques diverses

### Nombre de titres consécutifs
3 titres d'affilée
- Angleterre en 1971, 1972 et 1973.

2 titres d'affilée
- Angleterre en 1963 et 1964
- URSS en 1966 et 1967, puis en 1988 et 1989
- France en 1996 et 1997
- Espagne en 2006 et 2007, puis en 2011 et 2012

### Nombre de finales consécutives
3 finales d'affilée
- Angleterre en 1963, 1964 et 1965 (V-V-D), puis en 1971, 1972 et 1973 (V-V-V)
- Portugal en 1988, 1989 et 1990 (D-D-D)
- Espagne en 2010, 2011 et 2012 (D-V-V)

2 finales d'affilée
- Pays-Bas en 1948 et 1949 (D-D)
- France en 1949 et 1950 (V-D), puis en 1996 et 1997 (V-V)
- Autriche en 1950 et 1951 (V-D)
- Italie en 1958 et 1959 (V-D)
- URSS en 1966 et 1967 (V-V), puis en 1988 et 1989 (V-V)
- RDA en 1969 et 1970 (D-V)
- Yougoslavie en 1978 et 1979 (D-V)
- Pologne en 1980 et 1981 (D-D)
- Tchécoslovaquie en 1982 et 1983 (D-D)
- Espagne en 1995 et 1996 (V-D), 2006 et 2007 (V-V) et 2024 et 2025 (V-D)

v : titre de champion
d : finaliste (vice-champion)

### Équipes titrées sans gagner la finale
- Espagne en 1952 et 1954 : titre remporté au bénéfice de meilleures performances que l'autre finaliste dans les matchs précédant la finale au cours du tournoi (moyenne de buts).
- URSS et  Italie en 1966 ex æquo (0 - 0).
- Bulgarie en 1969 et  RDA en 1970 : titre attribué au tirage au sort (match nul après prolongation).
- Hongrie en 1984,  URSS en 1990,  Portugal en 1994 et  République d'Irlande en 1998 : titre remporté aux tirs au but.

### Les 3 premiers pays à avoir remporté deux fois le titre
- Espagne : 1er titre 1952 ; 2e titre : 1954 (2 ans)
- Autriche : 1er titre 1950 ; 2e titre : 1957 (7 ans)
- Hongrie : 1er titre 1953 ; 2e titre : 1960 (7 ans)

## Récompenses individuelles
| Édition | Meilleur joueur         |
| ------- | ----------------------- |
| 2002    | Fernando Torres         |
| 2003    | Alberto Aquilani        |
| 2004    | Juanfran                |
| 2005    | Abdoulaye Baldé         |
| 2006    | Alberto Bueno           |
| 2007    | Sotiris Ninis           |
| 2008    | Lars Bender Sven Bender |
| 2009    | Kyrylo Petrov           |
| 2010    | Gaël Kakuta             |
| 2011    | Álex Fernández          |
| 2012    | Gerard Deulofeu         |
| 2013    | Aleksandar Mitrović     |
| 2014    | Davie Selke             |
| 2015    | Marco Asensio           |
| 2016    | Jean-Kévin Augustin     |
| 2017    | Mason Mount             |
| 2018    | -                       |
| 2019    | -                       |
| 2022    | -                       |
| 2023    | Luis Hasa               |
| 2024    | Iker Bravo              |
| 2025    | Kees Smit               |